# Francesco I Pico
Francesco I Pico (1272 circa – Castel d'Ario, 27 novembre 1321) è stato un condottiero e politico italiano della dinastia Pico, fu il primo signore e vicario imperiale della Mirandola (1311–1321), e anche podestà (1311-12 e 1318-19) e vicario imperiale di Modena (1311-12).

## Biografia

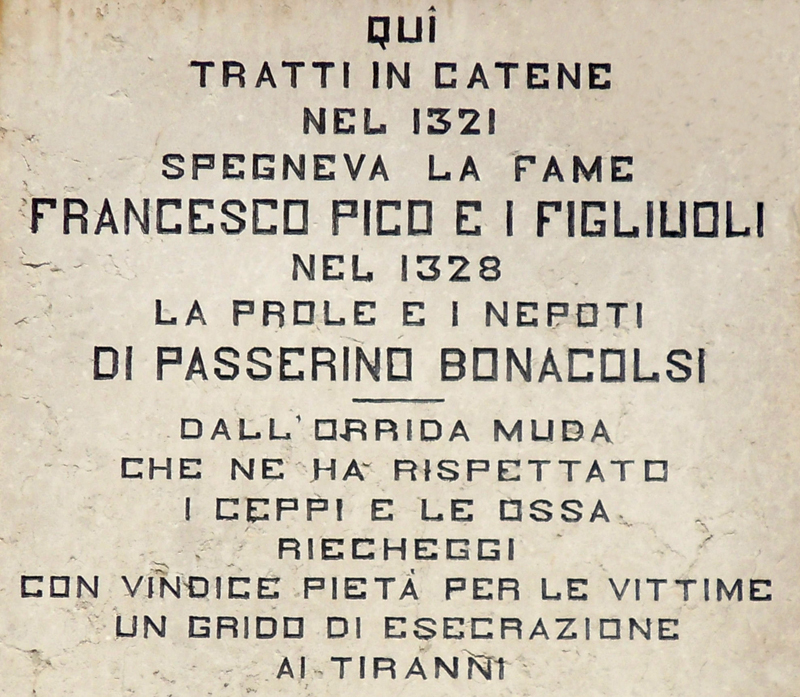
Castel d'Ario, lapide commemorativa posta sul castello.

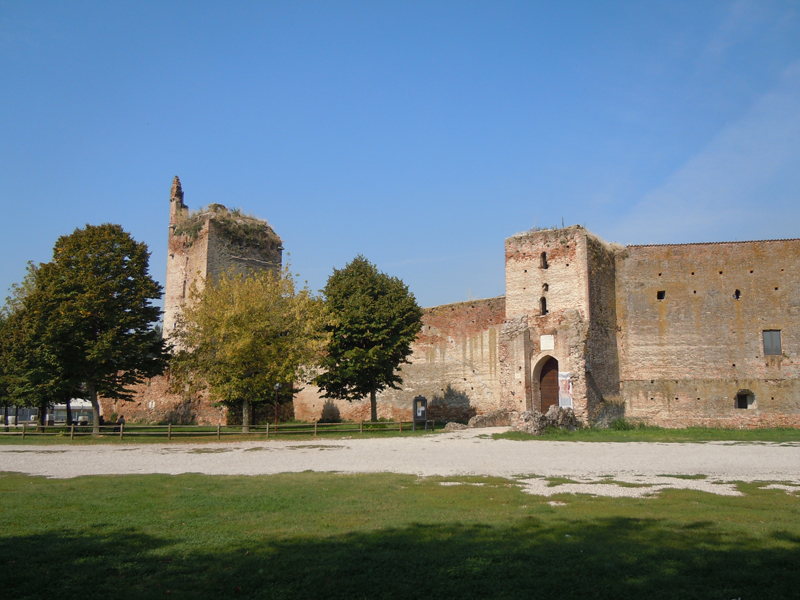
Rocca di Castel d'Ario

Era figlio di Bartolomeo Pico e di Aledisia Pallavicino. Dopo aver servito l'imperatore del Sacro Romano Impero Enrico VII, nel 1311 venne designato con l'incarico di vicario imperiale entrando nella città di Modena per amministrarla.
Si trovò per circa un anno a gestire i rapporti tra le fazioni delle famiglie facoltose guelfe (Papato) e ghibelline (Imperatore), ma si fece prendere in trappola in un'imboscata alle porte di Modena vicino a Baggiovara, dove gli venne segnalato l'esercito della città di Bologna accampato per operare un assedio alla città di Modena.
Dopo uno scontro ìmpari scappò rifugiandosi all'interno delle mura di Modena rimanendo con soli 200 militi su 1500 usciti nella spedizione con lui.
Da quel giorno tutti i giorni suonavano le campane a morto, perché Francesco I Pico si stava vendicando del tradimento con tutti i colpevoli.
Tutti i guelfi ed i cittadini di Modena erano ormai estenuati e tutti insieme si rivolsero al signore di Mantova per chiedere protezione offrendo le chiavi della città in cambio.
Il signore di Mantova Rinaldo Bonacolsi, detto "il Passerino" per la sua minuta statura, era uomo temutissimo per la sua ferocia ed implacabilità, intervenne con le sue truppe pose d'assedio la città di Modena ma facendo sapere a Francesco I Pico che se avesse rinunciato alla città il signore di Mantova gli avrebbe rilasciato un lasciapassare per andarsene salvo sia lui che la moglie ed i suoi due figli.
Dopo un assedio di venti giorni Francesco I Pico uscì dalla città, lasciò Modena e per circa cinque anni prestò servizio come vicario imperiale a Lucca e a Pisa, dove fu nominato podestà nel 1317.
Ritornando nei propri domini che si trovavano nella città della Mirandola dove c'era un castrum o castello risalente a prima del 1200, trovò il castello raso al suolo su ordine di Rinaldo Bonacolsi e così i vari casini di campagna e parte delle mura.
Qualcuno amico del signore di Mantova gli disse di avere visto Francesco I aggirarsi per La Mirandola e così questi fu catturato insieme ai due figli, portati alla città di Modena denudati e legati al dorso di muli fatti passare in mezzo alla plebe modenese che li frustò, li calciò, tirò pietre, usò forconi, tutto ciò per vendicare i torti subiti in passato.
Francesco I Pico ed i suoi due figli Prendiparte e Tommasino vennero condotti in seguito per ordine dei Bonacolsi (27 novembre 1321) alla rocca di Castel d'Ario (MN), dove furono rinchiusi vivi senza acqua né cibo e finirono per divorarsi a vicenda. Una lapide, posta all'entrata, ricorda l'evento. In quella occasione, dopo un assedio durato un mese, Mirandola venne occupata dai Bonacolsi che, alla loro caduta nel 1328, la cedettero ai Gonzaga.

## Ascendenza
|                                             |   |                       | Genitori |  |  | Nonni |  |  | Bisnonni          |  |  | Trisnonni       |  |
|                                             |   |                       |          |  |  |       |  |  | Ildebrandino Pico |  |  | Manfredino Pico |  |
|                                             |   |                       |          |  |  |       |  |  | Ildebrandino Pico |  |  | Manfredino Pico |  |
|                                             |   | …                     |          |  |  |       |  |  | Ildebrandino Pico |  |  |                 |  |
| Prendiparte Pico                            |   |                       |          |  |  |       |  |  | Ildebrandino Pico |  |  |                 |  |
|                                             |   | …                     | …        |  |  |       |  |  |                   |  |  |                 |  |
|                                             |   | …                     | …        |  |  |       |  |  |                   |  |  |                 |  |
|                                             |   | …                     | …        |  |  |       |  |  |                   |  |  |                 |  |
| Bartolomeo Pico                             |   | …                     |          |  |  |       |  |  |                   |  |  |                 |  |
|                                             |   | Niccolò degli Aleardi | …        |  |  |       |  |  |                   |  |  |                 |  |
|                                             |   | Niccolò degli Aleardi | …        |  |  |       |  |  |                   |  |  |                 |  |
|                                             |   | Niccolò degli Aleardi | …        |  |  |       |  |  |                   |  |  |                 |  |
| Algarda Aleardi                             |   | Niccolò degli Aleardi |          |  |  |       |  |  |                   |  |  |                 |  |
|                                             |   | …                     | …        |  |  |       |  |  |                   |  |  |                 |  |
|                                             |   | …                     | …        |  |  |       |  |  |                   |  |  |                 |  |
|                                             |   | …                     | …        |  |  |       |  |  |                   |  |  |                 |  |
| Francesco I Pico                            |   | …                     |          |  |  |       |  |  |                   |  |  |                 |  |
|                                             | … | …                     |          |  |  |       |  |  |                   |  |  |                 |  |
|                                             | … | …                     |          |  |  |       |  |  |                   |  |  |                 |  |
|                                             | … | …                     |          |  |  |       |  |  |                   |  |  |                 |  |
| Umberto Pallavicino, marchese di Pellegrino | … |                       |          |  |  |       |  |  |                   |  |  |                 |  |
|                                             |   | …                     | …        |  |  |       |  |  |                   |  |  |                 |  |
|                                             |   | …                     | …        |  |  |       |  |  |                   |  |  |                 |  |
|                                             |   | …                     | …        |  |  |       |  |  |                   |  |  |                 |  |
| Aledisia Pallavicino                        |   | …                     |          |  |  |       |  |  |                   |  |  |                 |  |
|                                             |   | …                     | …        |  |  |       |  |  |                   |  |  |                 |  |
|                                             |   | …                     | …        |  |  |       |  |  |                   |  |  |                 |  |
|                                             |   | …                     | …        |  |  |       |  |  |                   |  |  |                 |  |
| …                                           |   | …                     |          |  |  |       |  |  |                   |  |  |                 |  |
|                                             |   | …                     | …        |  |  |       |  |  |                   |  |  |                 |  |
|                                             |   | …                     | …        |  |  |       |  |  |                   |  |  |                 |  |
|                                             |   | …                     | …        |  |  |       |  |  |                   |  |  |                 |  |
|                                             |   | …                     |          |  |  |       |  |  |                   |  |  |                 |  |

## Discendenza
Francesco I Pico sposò Beatrice della Rosa da Sassuolo ed ebbero i seguenti figli:
- Prendiparte Pico (* ... – † 1321), nel 1321 fu rinchiuso assieme al padre e al fratello Tommasino nel Castello di Castel d'Ario, dove morirono di fame;[1]
- Tommasino Francesco Pico (* ... – † 1321), nel 1321 fu rinchiuso assieme al padre e al fratello Prendiparte nel Castello di Castel d'Ario, dove morirono di fame;[1]
- Agnese Pico (* 1303 – † 1340), sposò Guido Gonzaga, capitano del popolo di Mantova.[1] Insieme ebbero due figlie:
  - Beatrice Gonzaga, sposò Nicolò I d'Este, co-signore di Ferrara. Ebbe discendenza;
  - Tommasina Gonzaga, sposò Azzo da Correggio. Ebbe discendenza;